# Baldassare Armato
Baldassare Armato (Catania, 2 febbraio 1924 – Roma, 22 settembre 2009) è stato un sindacalista e politico italiano.

## Biografia
Attivo a livello sindacale, ha fatto parte della minoranza di sinistra della CISL.
Eletto alla Camera dei Deputati con la Democrazia Cristiana nel 1958, ha confermato il proprio seggio per sei legislature complessive, restando in carica fino al 1983, per un totale di 25 anni. È stato anche Sottosegretario al Lavoro e Previdenza Sociale nel III Governo Andreotti e Sottosegretario alla Pubblica Istruzione nel IV e V Governo Andreotti e nel I e II Governo Cossiga. Ha poi ricoperto l'incarico di Sottosegretario al Commercio con l'Estero nel Governo Forlani e nel I e II Governo Spadolini.
Muore nel settembre 2009 all'età di 85 anni.